# 中国工程院
中国工程院，简称工程院、中工院，是中华人民共和国工程科学技术界的最高榮譽性、諮詢性學術機構，为正部级国务院直属事业单位。中国工程院設立於1994年，是由中国科学院技術科學部分出，中华人民共和国科学技术部支持的咨询性学术机构，主要任務是對國家重要工程科學技術問題開展戰略性研究，提供決策諮詢，致力於促進中國工程科學技術事業的發展。中国工程院同中国科学院并称为“两院”。与中科院和社科院不同，工程院不下辖实体科研机构。现设有机械与运载工程学部、信息与电子工程学部、化工、冶金与材料工程学部、能源与矿业工程学部、土木、水利与建筑工程学部、环境与轻纺工程学部、农业学部、医药卫生学部和工程管理学部等共计9个学部。

## 任务职能
根据《中国工程院章程》，中国工程院承担下列职能与任务：
1. 贯彻落实科学发展观，积极实施科教兴国战略、可持续发展战略和人才强国战略，组织研究、讨论工程科学技术领域的重大、关键性问题，结合国民经济和社会发展规划、计划，对工程科学技术的发展与应用，提出报告和建议；
2. 对国家重要工程科学技术问题组织开展战略性研究、提供决策咨询，接受政府和有关方面委托，对重大工程科学技术发展规划、计划、方案及其实施提供咨询；
3. 促进全国工程科学技术界的团结与合作，推动中国工程科学技术水平不断提高和工程科学技术队伍建设，激励优秀人才成长；
4. 组织开展工程科学技术领域的学术交流与合作，代表中国工程科学技术界，参加相应的国际组织和有关国际学术活动；
5. 弘扬科学精神，传播科学思想，倡导先进科学文化，维护科学道德尊严，普及科学技术知识。

## 机构设置
根据《中国工程院章程》以及中央机构编制委员会办公室《关于中国工程院机关增加内设机构和编制的批复》（中央编办复字〔2011〕25号）、《关于中国工程院机关内设机构调整的批复》（中央编办复字〔2011〕211号）和《中国工程院职能配置、内设机构和人员编制规定》，工程院内设机构为正司局级，工程院学部常委会、专门委员会为议事协调机构。中国工程院设置下列机构：

### 内设机构
- 办公厅（机关党委）
- 一局
- 二局
- 三局
- 国际合作局（港澳台办公室）

### 学部
- 医药卫生学部
- 工程管理学部
- 土木、水利与建筑工程学部
- 机械与运载工程学部
- 能源与矿业工程学部
- 信息与电子工程学部
- 化工、冶金与材料工程学部
- 环境与轻纺工程学部
- 农业学部

## 组织人事

### 历任院长
1. 朱光亚（1994年－1998年）
2. 宋　健（1998年－2002年）
3. 徐匡迪（2002年5月－2010年6月）
4. 周　济（2010年6月－2018年6月）
5. 李晓红（2018年6月至今）

### 其他院领导
副院长
……
- 钟志华（2018年6月—）
- 邓秀新（2022年7月—）
- 王辰（2022年7月—）
- 吴曼青（2022年7月—2025年7月）[2]
- 李仲平（2022年6月—）

秘书长
……
- 陈建峰（2018年6月—）

### 院士
中国工程院院士是中华人民共和国设立的工程科学技术方面的最高学术称号，为终身荣誉。工程院院士与中科院院士并称“两院院士”。工程院院士由选举产生；对中国工程科学技术事业发展作出重要贡献，具有很高科学技术水平和在国际上享有良好声誉的外国籍专家、学者，可被提名并当选为“中国工程院外籍院士”。自1993年起，中国工程院院士增选每两年进行一次，特殊情况可提前或延后进行。每次的增选院士名额，由中国工程院主席团讨论决定。
截止2025年1月，工程院共有1016名中国院士和124名外籍院士。